# Leuchtturm Ristna
Der Leuchtturm Ristna (estnisch Ristna tuletorn) ist ein Leuchtturm an der Landzunge Ristna der Halbinsel Kõpu im Nordosten der Insel Hiiumaa in Estland.
Der Leuchtturm besteht aus zwei konzentrischen Eisenzylindern, zwischen denen eine Wendeltreppe verläuft.

## Beschreibung

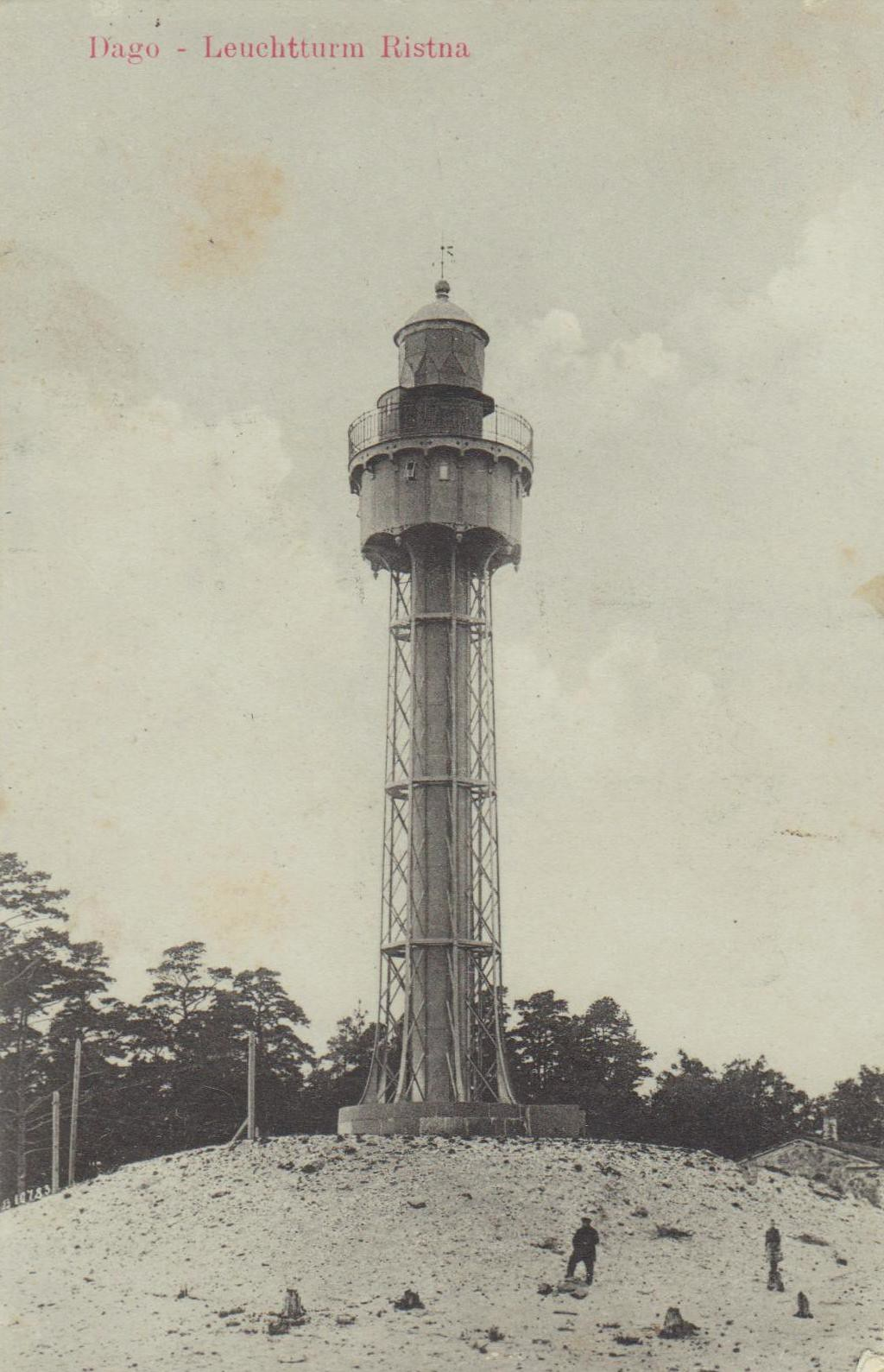
1879

Der Leuchtturm wurde errichtet, um im Winter vor Treibeis zu warnen, das den Schiffsverkehr im Finnischen Meerbusen erheblich beeinträchtigte. Ein weiteres Erfordernis zum Bau waren die häufigen Nebel, durch die der alte auf einem Plateau mitten in den Sümpfen stehende Leuchtturm Kõpu kaum erkennbar war. Die derzeitige Eisenmetallstruktur des Leuchtturms wurde 1874 erbaut. Der Leuchtturm überstand den Ersten Weltkrieg mit geringen Schäden. Zur Verbesserung seiner Stabilität wurde die Struktur 1920 mit Beton verstärkt.
Der Bau wurde aus Gusseisenplatten aufgeführt, die mit Schrauben montiert wurden. Zur Lichtsteuerung wurde eine massive Drehvorrichtung mit Uhrwerk im inneren Gusseisenzylinder eingebaut. Gleichzeitig machte dieser innere Zylinder das Gebäude stabiler.
Im Jahr 1873 bestellte man in Frankreich den zylindrischen Turm mit einer Höhe von 21,3 m und einem Durchmesser von 2 m nach dem Entwurf des schottischen Ingenieurs Alexander Gordon und eine Leuchteinrichtung von „L. Sautter Lemonnier et Cie“ (Paris). Er besteht aus 31,8 mm dicken Kesselplatten und wird von 8 Stahlgitterstützen stabilisiert, die wiederum alle 4,9 m durch horizontale Binder fixiert wurden. Diese Verbindungen bilden Galerien an der Außenwand des Turms, die über die Luken zugänglich sind, durch die mit Winden Material einzulagern ist. Um den inneren Zylinder mit einem Durchmesser von 0,4 Metern ist eine Wendeltreppe eingebaut.
An der Spitze des Turms befindet sich ein Aufsatz mit einem Durchmesser von 5 Metern mit einem Wachraum, der mit Filz und Kiefernbrettern isoliert war. Zur Beheizung des Raumes war ein Gusseisenofen vorhanden, dessen Schornstein über die Laterne hinausragte.

## Geschichte
Der neue Leuchtturm wurde am 1. Oktober 1874 in Betrieb genommen. 1879 wurde eine Betontank gebaut, um Kerosin für die Öllampen zu lagern.
Im Jahr 1888 wurde das Beleuchtungssystem geändert, dabei wurden rotierende Reflektoren installiert. Das Licht sollte Eisschiffe auf der Wasserstraße im Finnischen Meerbusen warnen. Der Leuchtturm erhielt schließlich ein konstantes rotes Licht, das im Winter, als der Eingang zum Finnischen Meerbusen wegen Eis geschlossen wurde, mit einem blinkenden roten Licht abwechselte (Fl.R.2+2s). Der Leuchtturm war mit einer Fresnel-Linse der 3. Kategorie ausgestattet. Alle Nebengebäude bestanden aus Holz. Eine schwere Nebelglocke wurde im Leuchtturm installiert. In einer Entfernung von 80 m vom Leuchtturm befand sich außerdem ein Semaphor zur Eiswarnung. In der Nähe des Leuchtturms im Dorf Kalana befand sich eine Rettungsstation mit einem 10-Ruder-Rettungsboot.
In der Nähe des Leuchtturms wurde 1889 ein Blechschuppen für eine Dampfsirene gebaut. Nachdem der Leuchtturm im Jahr 1900 gründlich überholt worden war, wurde 1901 ein Generatorgebäude gebaut, um auf elektrische Beleuchtung umzustellen, ab 1902 wurde der Turm elektrisch beleuchtet. Im Jahr 1912 begann der Bau eines neuen Wärterhauses und eines Tanks.
Während des Ersten Weltkriegs wurde der Leuchtturm 1915 beim deutschen Vorstoß in die Rigaer Bucht im August durch Beschuss von deutschen Kriegsschiffen leicht beschädigt. Bei einem weiteren Beschuss im Jahr  1918 wurde die Struktur erneut beschädigt, doch bereits 1920 ging der Leuchtturm nach Reparatur wieder in Betrieb. Während der Reparatur wurden der Sockel und die Stützbinder mit Beton verkleidet. Das Aussehen des Leuchtturms hat sich seitdem nicht verändert. Nur die Beleuchtung wurde modernisiert. 1998 fand eine Überholung des Leuchtturms durch die Firma GT Projekt statt.
Seit 2005 wird die Anlage zur Förderung des Tourismus vermarktet. Er ist seit 2007 für Gäste zugänglich. Im Fuß des Leuchtturms befindet sich heute ein kleines Café.

## Galerie

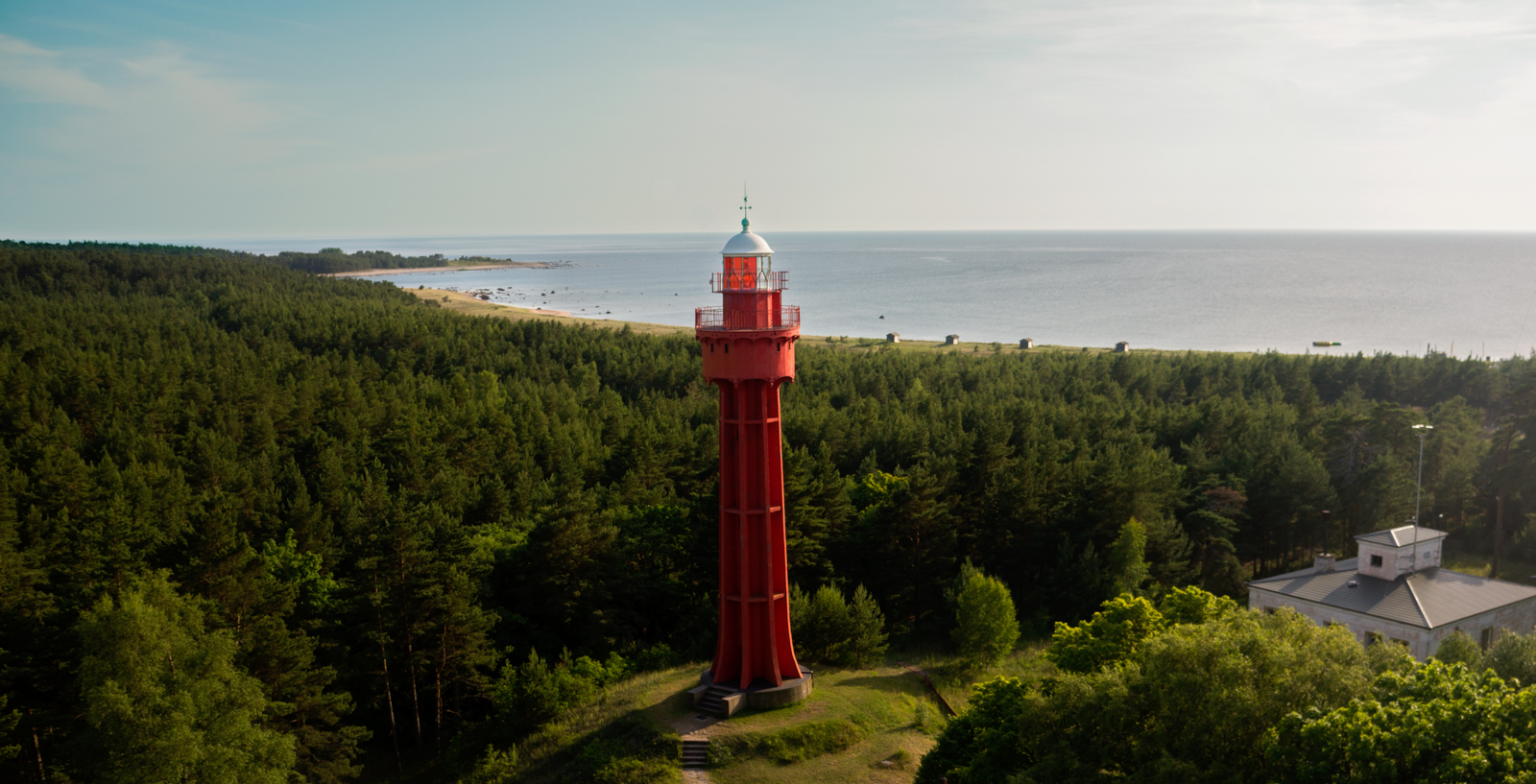
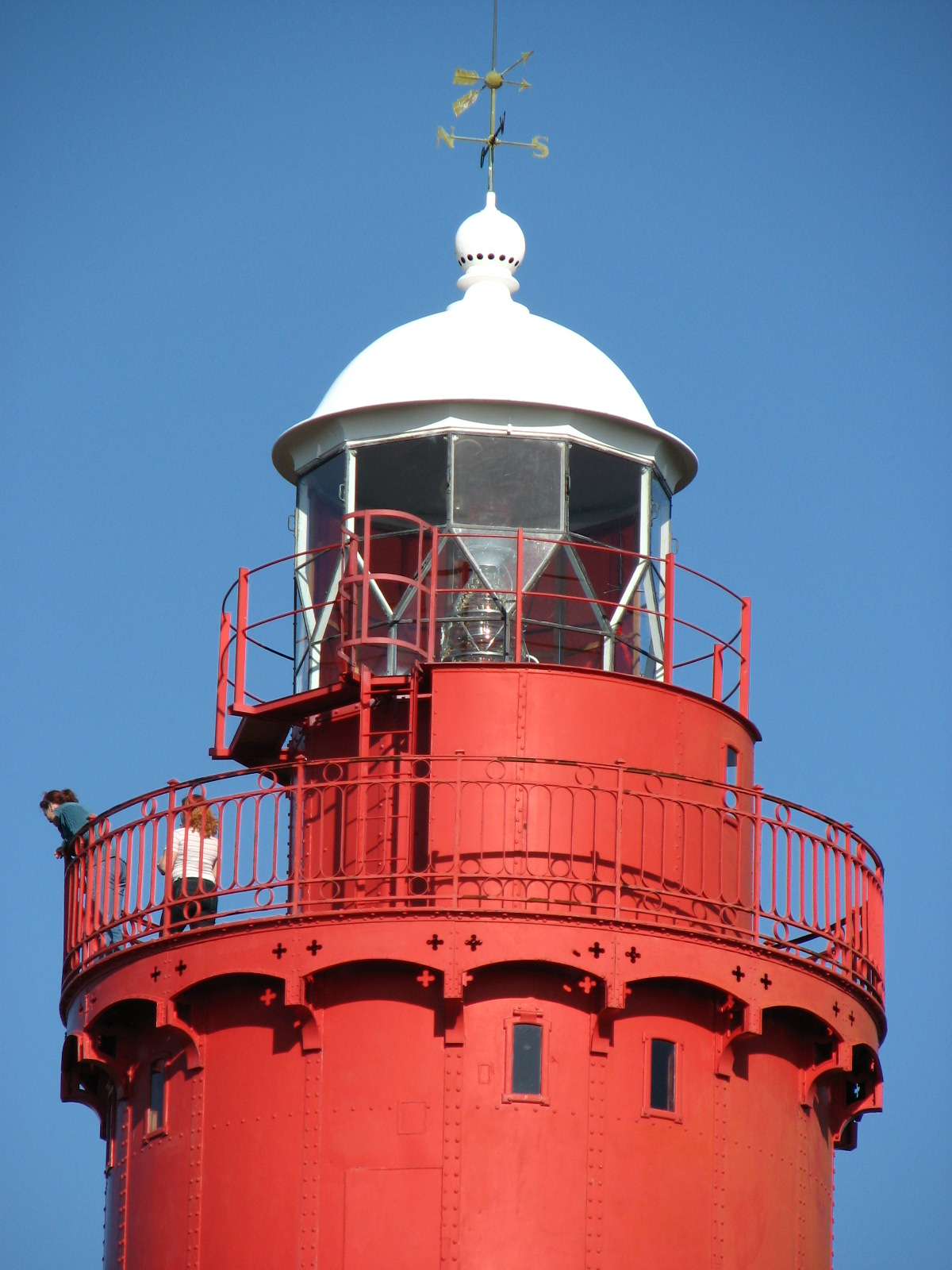
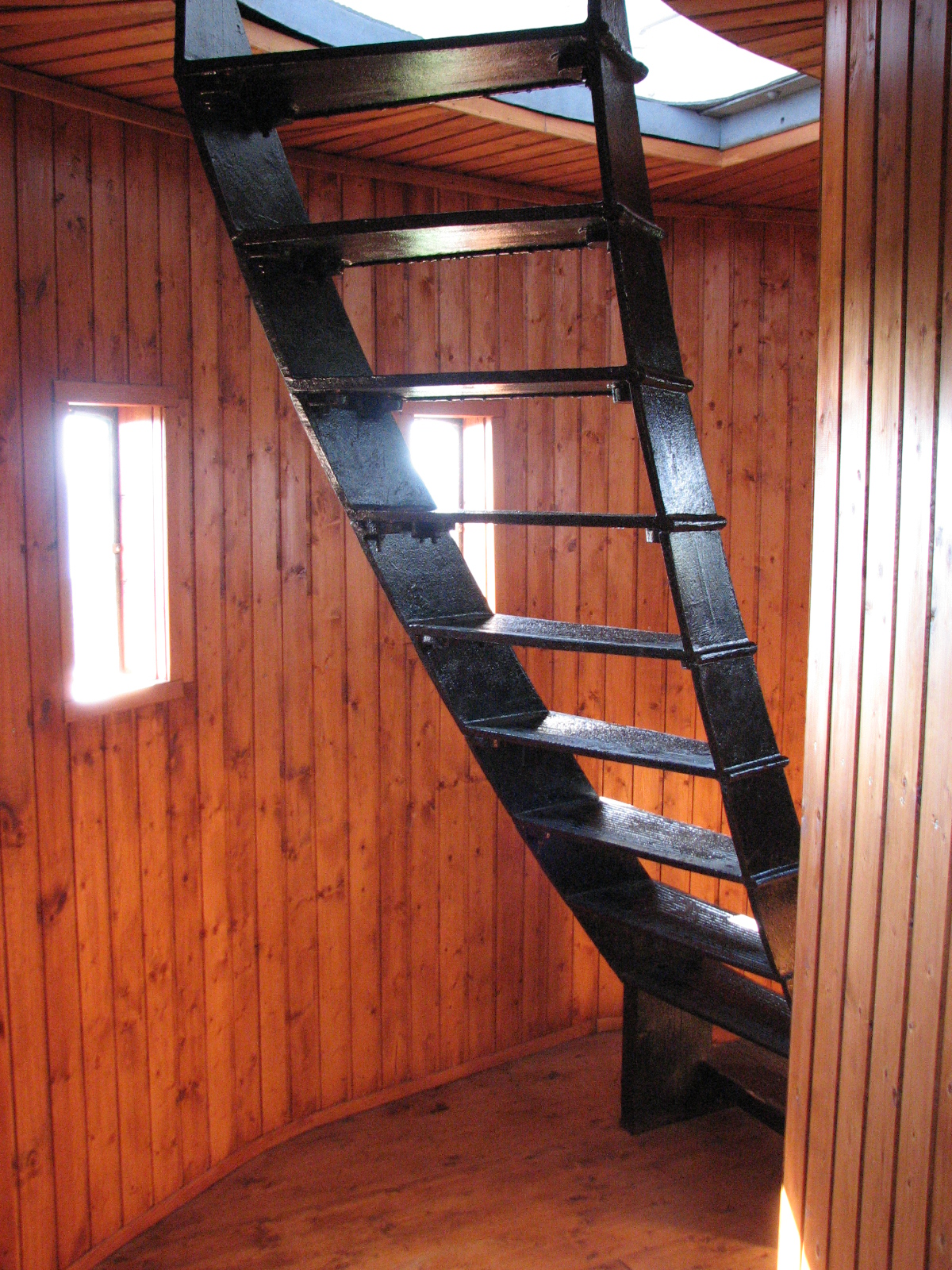
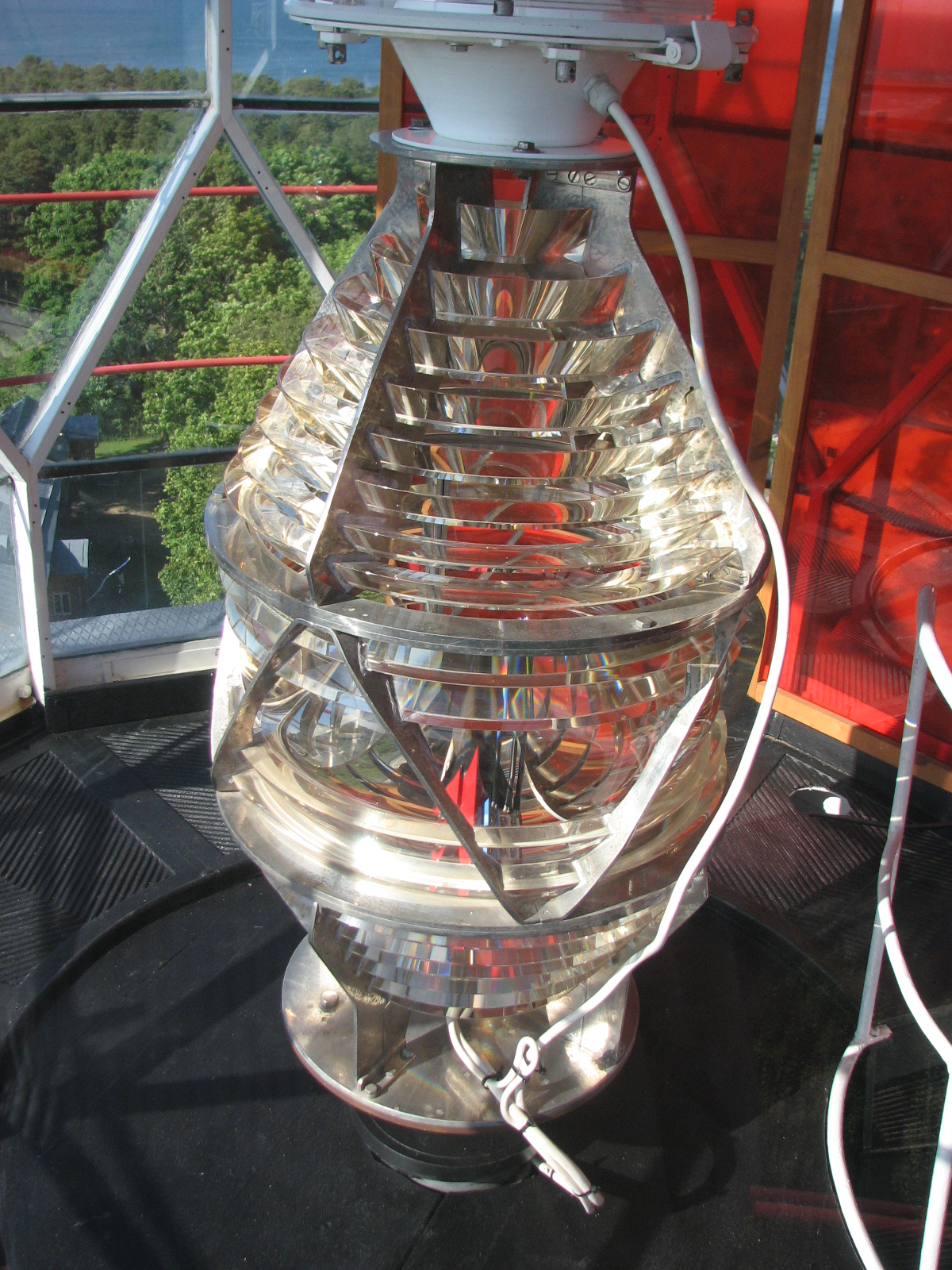
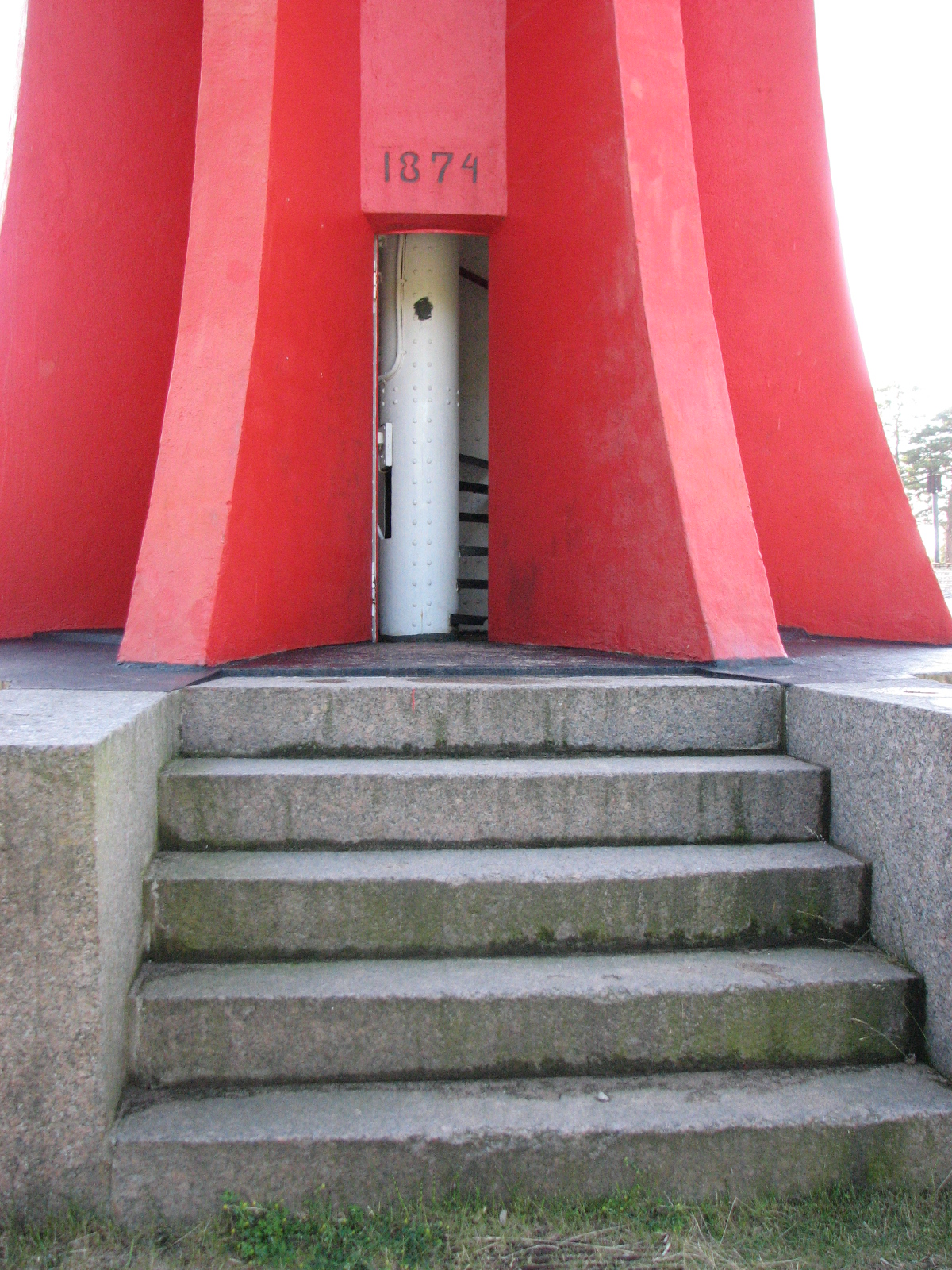
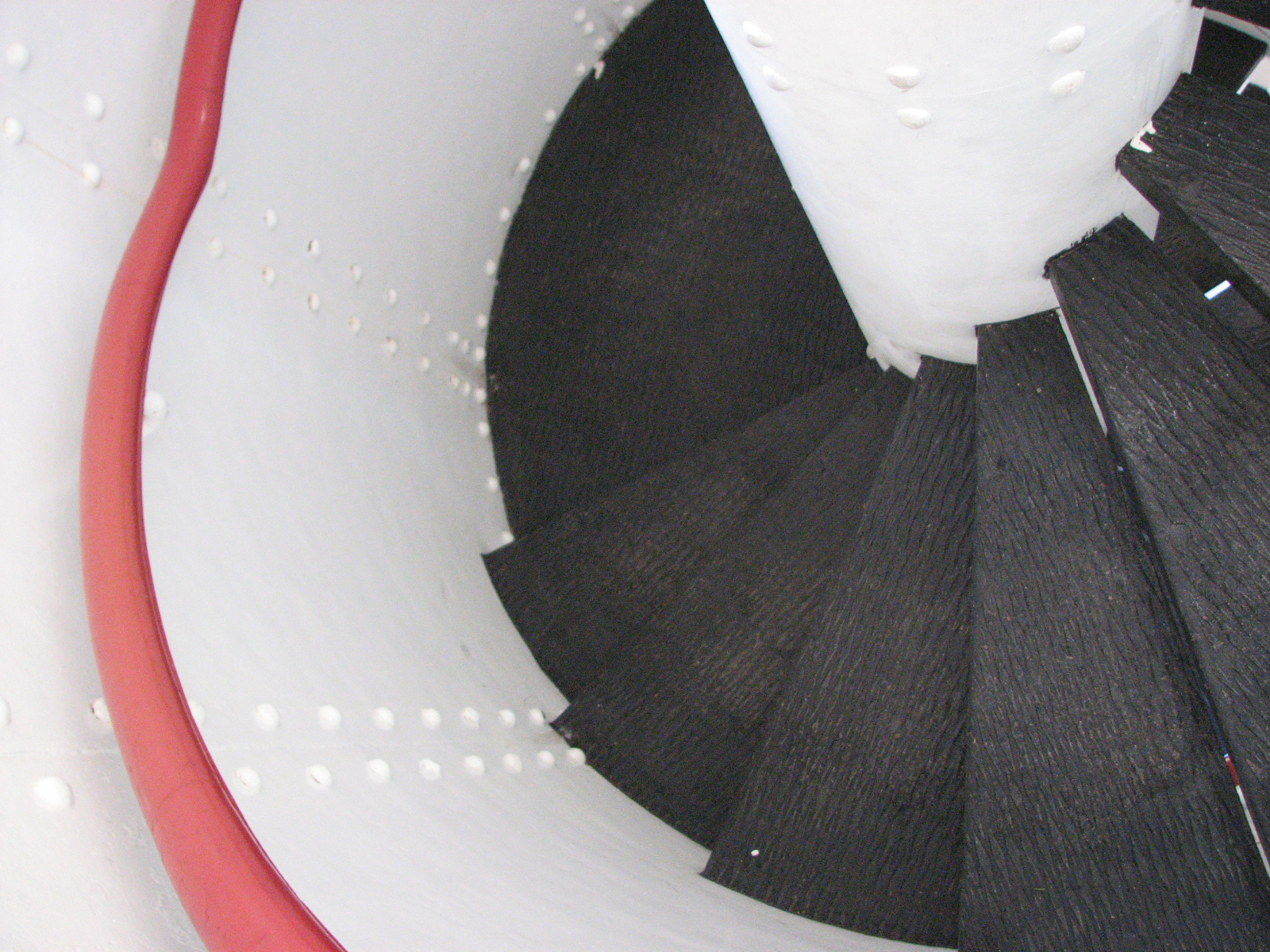
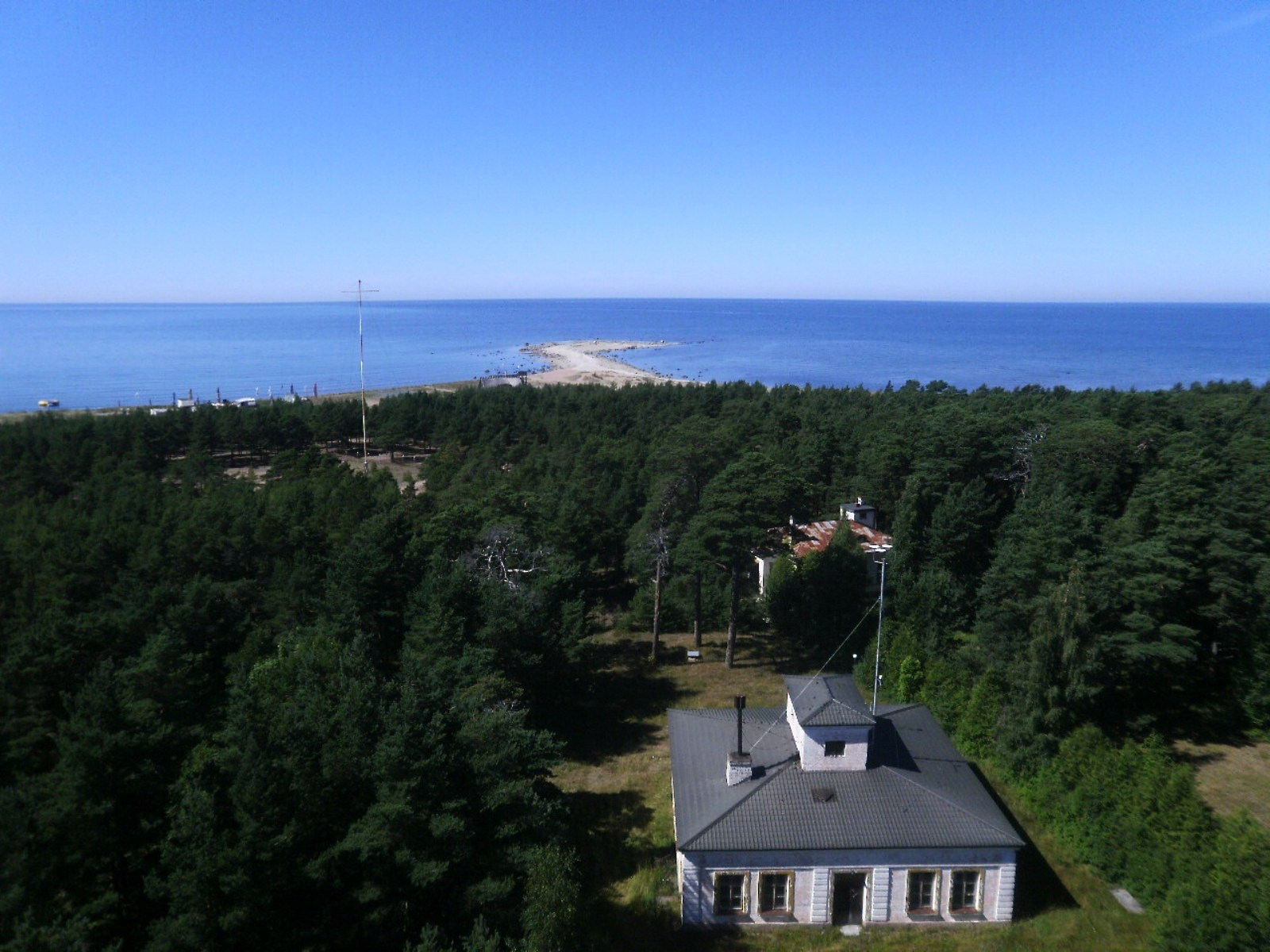